# Rio Branco AC
Rio Branco Atlético Clube, zwykle nazywany Rio Branco, jest brazylijskim klubem piłkarskim z siedzibą w mieście Vitória w stanie Espírito Santo.

## Osiągnięcia
- Mistrz stanu (Campeonato Capixaba) (36): 1919, 1921, 1922, 1924, 1929, 1930, 1934, 1935, 1936, 1937, 1938, 1939, 1941, 1942, 1945, 1946, 1947, 1949, 1951, 1957, 1958, 1959, 1961, 1962, 1966, 1968, 1969, 1970, 1971, 1973, 1975, 1978, 1982, 1983, 1985, 2010
- Campeonato de Cariacica (5): 1964, 1965, 1967, 1969, 1971
- Torneio Início do Espírito Santo (24): 1918, 1920, 1921, 1924, 1925, 1928, 1929, 1930, 1931, 1932, 1934, 1935, 1936, 1940, 1942, 1947, 1956, 1957, 1959, 1962, 1964, 1968, 1969, 1970

## Historia
Dnia 15 czerwca 1913 grupa chłopców, wśród których znajdowali się Antônio Miguez, José Batista Pavão, Edmundo Martins, Nestor Ferreira Lima, Gervásio Pimentel, oraz Cleto Santos zdecydowała się założyć klub piłkarski, gdy zabroniono im gry w dotychczas istniejących.
Założyli klub 21 czerwca 1913 w Ilha dos Amores w okolicach Parque Moscoso w Vitorii. Początkowa nazwa klubu brzmiała Juventude e Vigor, a oficjalnymi kolorami były zielony i żółty.
Dnia 10 lutego 1914 zmieniono nazwę klubu na Rio Branco Football Club, od brazylijskiego polityka Barão do Rio Branco.
Dnia 20 maja 1917 roku zmieniono barwy klubu na czarno-białe. W roku 1919 klub zdobył po raz pierwszy tytuł mistrza stanu, wygrywając Campeonato Capixaba.
Od roku 1934 do roku 1939 klub sześć razy z rzędu wygrywał stanowe mistrzostwa.
Dnia 18 marca 1941 klub zmienił nazwę na obecną – Rio Branco Atlético Clube.
W roku 1985 Rio Branco zdobył jak dotąd swój ostatni tytuł mistrza stanu.

## Gracze w historii klubu
- Alcyr Simões
- Carlinhos Gabiru
- Gilberto Paixão
- João Francisco
- Jorge Reis